# Kwilcz
Kwilcz is een dorp in het Poolse woiwodschap Groot-Polen, in het district Międzychodzki. De plaats maakt deel uit van de gemeente Kwilcz en telt 2500 inwoners.

## Verkeer en vervoer
- Station Kwilcz